# Xylocopa iranica
Xylocopa iranica là một loài Hymenoptera trong họ Apidae. Loài này được Maa mô tả khoa học năm 1954.